# Mitsuru Nagata
Mitsuru Nagata (永田 充, Nagata Mitsuru, Shizuoka, 6 april 1983) is een Japans voetballer die als verdediger speelt.

## Carrière
Mitsuru Nagata speelde tussen 2002 en 2010 voor Kashiwa Reysol en Albirex Niigata. Hij tekende in 2011 bij Urawa Red Diamonds.

## Japans voetbalelftal
Mitsuru Nagata debuteerde in 2010 in het Japans nationaal elftal en speelde 2 interlands.

## Statistieken
| Japans voetbalelftal | Japans voetbalelftal | Japans voetbalelftal |
| Jaar                 | Wed.                 | Dlp.                 |
| -------------------- | -------------------- | -------------------- |
| 2010                 | 1                    | 0                    |
| 2011                 | 1                    | 0                    |
| Totaal               | 2                    | 0                    |